# Elfriede Jelineková
Elfriede Jelineková, nepřechýleně Elfriede Jelinek (* 20. října 1946 Mürzzuschlag, Štýrsko), je rakouská spisovatelka, která žije ve Vídni a Mnichově. V roce 2004 obdržela Nobelovu cenu za literaturu za „muzikální proud hlasů a protihlasů v románech a dramatech, s jedinečnou jazykovou vášnivostí odhalují absurditu a deformující moc sociálních klišé“.

## Život

### Rané mládí a dospívání
Elfriede Jelineková se narodila roku 1946 v Mürzzuschlagu. Její otec, chemik Friedrich Jelinek, měl česko-židovské kořeny. Dědeček Friedrich byl knihařem a aktivně se projevoval v sociálně-demokratické politice (podle rodinné legendy je považován za zakladatele rakouské sociální demokracie), po sňatku konvertoval k římskému katolicizmu. Jelineková jeho názory parafrázovala prostřednictvím matky jednoho z hrdinů románu Die Ausgesperrten (Vyvrhelové). Otcovo „válce prospěšné“ zaměstnání ho uchránilo pronásledování nacistickým režimem; během války pracoval v podniku pro výrobu syntetického kaučuku Semperit. Friedrich Jelinek onemocněl v padesátých letech psychickou chorobou, která se v šedesátých letech neustále zhoršovala. Zemřel v roce 1969 na psychiatrické klinice. Elfriede jeho pomatenost těžce nesla. Trpěla pocitem viny a nepochopením, které zpracovávala ve své tvorbě. Její matka Olga, rozená Buchner, pocházela z vídeňského měšťanstva.
O vzdělání dcery se starala matka Olga, emancipovaná žena, šéfka personálního oddělení Siemens. Jelineková chodila do katolické školky a poté do klášterní školy, kterou pociťovala jako velmi omezující. Její nápadný neklid ji přivedl na radu sester na dětskou psychiatrii, ačkoliv bylo její chování z lékařského hlediska v pořádku. Nehledě k tomu, plánovala pro ni matka kariéru zázračného dítěte, a Jelineková dostávala v hudební škole hodiny klavíru, kytary, flétny a houslí. Ve 13 letech byla přijata na vídeňskou konzervatoř ke studiu hry na varhany, klavír a příčnou flétnu. Paralelně k tomu absolvovala veřejné gymnázium.